# 4minute
4Minute (en hangul, 포미닛) fue un grupo femenino surcoreano, integrado por cinco miembros y formado en 2009 por Cube Entertainment, con discos editados principalmente para Corea del Sur y Japón. Las miembros del grupo fueron Jihyun, Gayoon, Jiyoon, Hyuna y Sohyun. El grupo debutó en junio de 2009 con su primer sencillo, "Hot Issue", y en diciembre de 2010, lanzó su primer álbum japonés, Diamond. En 2011, el grupo lanzó su primer álbum coreano de larga duración, 4Minutes Left.
El grupo recibió el Premio Bonsang en los 20° Seoul Music Awards, y el Premio de Artista Nuevo K-pop en los Billboard Music Awards Japan.

## Historia

### 2009: Debut yFor Muzik
Cube Entertainment, un sello discográfico, anunció la creación de 4Minute en mayo de 2009, y reveló dos integrantes del grupo, Nam Jihyun, la líder, y Hyuna, anterior integrante de Wonder Girls. El 11 de junio un vídeo teaser de una silueta se reveló, junto la página web oficial y el 12 de junio del mismo año se reveló la identidad de las otras tres integrantes. El CEO de Cube declaró que el nombre del grupo '4Minute' se debe a que el grupo puede encantar a la audiencia en una actuación de 4 minutos (la longitud aproximada de una canción).
Cube Entertainment lanzó un video para el primer sencillo llamado Hot Issue que salió a la venta el 18 de junio. El 21 de julio la furgoneta del grupo fue asaltada por fanes que robaron ropa y otros objetos. Cube Ent. declaró que ``fue muy desafortunado que algo así ocurriera.´´ Dos meses después, el 27 de agosto, KBS prohibió la reproducción de "Won't Give You (안줄래)" porque consideraron que la letra de canción tenía un alto contenido sexual. La letra en cuestión, tiene un estilo narrativo en primera persona y expresa cómo un sujeto quiere regalarse el mismo a su compañero. Cube Entertainment respondió diciendo que la canción se proyecta como "los sentimientos puros de una chica con un tipo" y estaban muy decepcionados con esta decisión.
4Minute aparecieron en el sencillo digital de Mario, 'Jingle Jingle', que fue lanzado el 2 de diciembre. El grupo también grabó un remix de la artista americana Amerie para su canción Heard 'em All, también apareció Jun Hyung un rapero.
El 7 de febrero de 2010, el grupo cantó "What A Girl Wants" en una gran cantidad de conciertos en filipinas.

### 2010Hit Your Hearty su debut en Japón

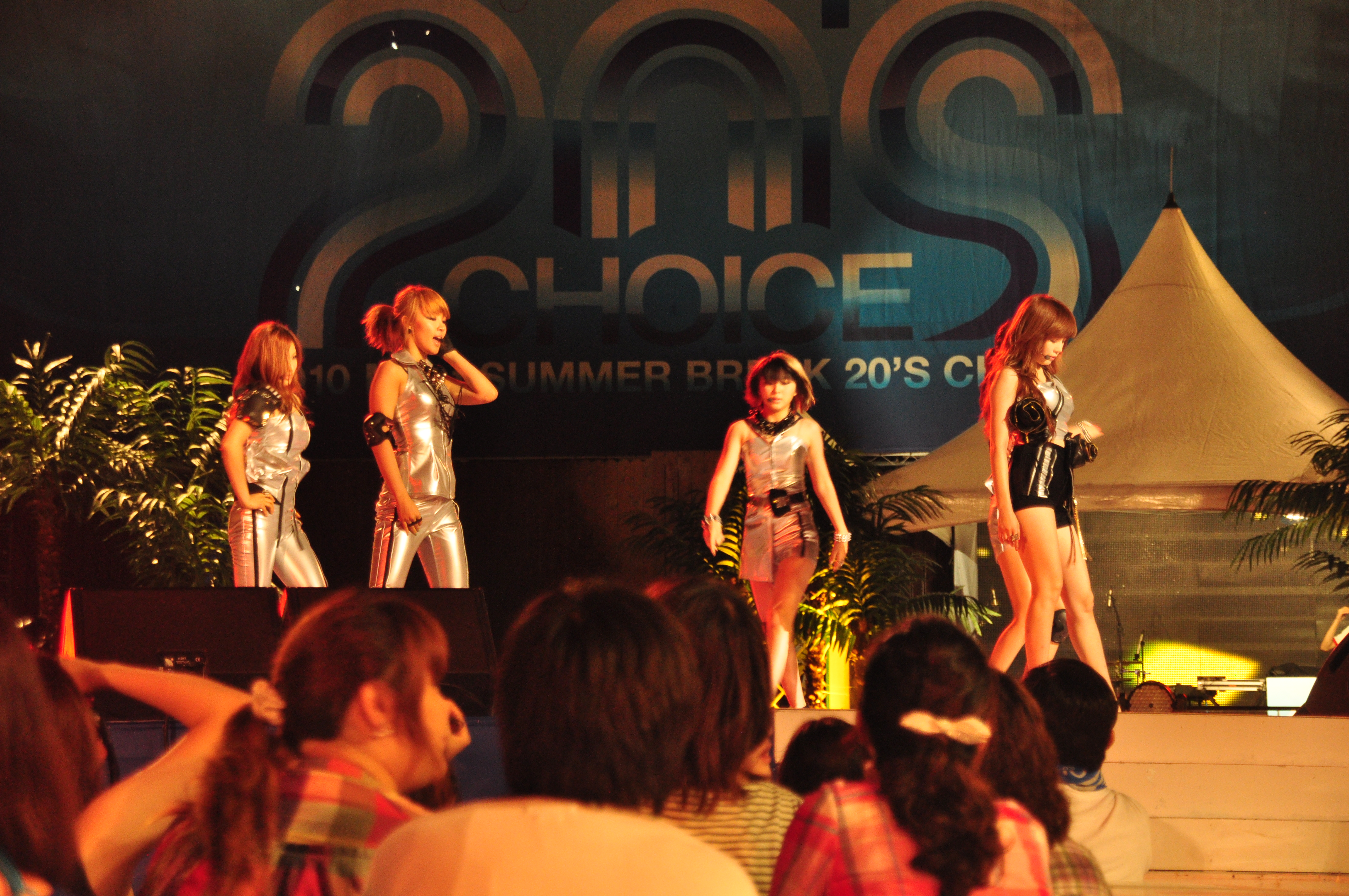
4minute en los premios Mnet 20's, agosto de 2010

Cube Entertainment anunció que Universal Music Group asistiría a 4Minute con el lanzamiento internacional de su álbum.
Se embarcaron en su tour de Asia comenzando en enero, actuaron en varios países, tales como Taiwán, Filipinas, Tailandia, Hong Kong, y Japón. El grupo lanzó su sencillo de debut en Japón Muzik el 5 de mayo y tuvieron su primer concierto en Japón el 8 de mayo de 2010. Cube Entertainment anunció que los tickets del concierto serían vendidos durante un periodo de tiempo muy corto. En su primer concierto debieron actuar ante un público de 4,000 personas. El sencillo alcanzó el número 21 en el Oricon weekly charts y el número 3 en el Gaon Single Charts. El 23 de abril de 2010 un nuevo repackaged álbum de 4Minute fue vendido en Taiwán en el que incluía el solo debut de Hyuna llamado "Change" donde canta junto con Junhyung de Beast (B2st), la canción de Amerie Heard 'em All y un bonus DVD de su concierto en Taiwán.
4Minute lanzó un nuevo miniálbum titulado Hit Your Heart para su regreso el 19 de mayo de 2010 y el primer sencillo de este álbum, llamado "HuH". En la primera canción "Who's Next?" 4Minute trabajó junto con los miembros de Beast, quienes también aparecen en el video de "HuH" cantando "Who's Next". Huh alcanzó el número 3 en Gaon Oricon Charts. También lanzaron un nuevo video musical para "I My Me Mine" su segundo sencillo de "Hit Your Heart" el 28 de julio de 2010. Cube Entertainment anunció que "I My Me Mine" sería su segundo sencillo en japonés. Fueron publicadas tres versiones diferentes del sencillo.
El 19 de julio de 2010 la canción "Superstar" fue digitalmente lanzada por un show de TV coreano llamado "Superstar K season 2". 4Minute representó la canción en varios programas incluyendo 'los juegos olímpicos juveniles de Singapur 2010' el 13 de agosto. Junto con Beast fueron los primeros ídolos coreanos en aparecer en los 'juegos olímpicos juveniles'.
En septiembre, Far Eastern Tribe Records anunció un tercer sencillo Japonés y el primer sencillo doble, llamado "First/Dreams Come True". El video musical de "First" fue oficialmente lanzado el 21 de octubre de 2010. El sencillo fue puesto a la venta el 27 de octubre. 4Minute tuvo su primer concierto llamado 4Minute Energy Live Volume 2: Diamond el cual se llevó a cabo por dos noches en Tokio el 4 y 5 de diciembre de 2010 en Osaka. Aquí comenzaron a promocionar su álbum llamado Diamond que se lanzó al mercado el 15 de diciembre del 2010 y debutó en el puesto 18° del Oricón.

### 2011:Heart To Hearty4minutes Leftactividades en Japón y promociones
4Minute participó en varios eventos durante este año. El 13 de enero de 2011 4Minute participó en DiGi Live K-Pop Party 2011 en Malasia en el Estadio Negara junto con B2ST y G.NA. El grupo recibió el premio Bonsang en el vigésimo "Premios de música Seoul Music Awards" el 20 de enero de 2011. 
El 6 de febrero el grupo asistió a "2010 Billboard Japan Music Awards", y recibió el premio "KPop New Artist Award".
El 19 de enero de 2011 se anunció que 4Minute lanzaría el 9 de marzo su cuarto sencillo japonés llamado “Why” y que la canción sería parte del Dorama para la TV Asahi, "Akutou~Juuhanzai Sousahan". El video musical de Why fue lanzado el 7 de febrero de 2011.
El 23 de febrero de 2011, el grupo modeló para la diseñadora Yumi Katsura en su desfile "2011 Paris Grand Collection Tokyo fashion Show" realizado en Tokio. Para el final del show presentaron sus canciones "Muzik" (Versión Japonesa) y WHY.
El 12 de enero de 2011 Cube Entertainment anunció que 4Minute retornaría con un full-álbum en marzo. 4Minute lanzó al mercado su tercer miniálbum llamado "Heart to Heart" que contiene cinco canciones, con una pista llamada igual que el disco. El vídeo musical fue lanzado el 29 de marzo de 2011. Con el lanzamiento del tercer miniálbum, muchos fanes se mostraron confundidos, sin embargo Cube Entertainment explicó que esto era una nueva forma de marketing, y que un full-álbum coreano se lanzaría en abril. Esto fue confirmado después con una versión alternativa de after an alternate versión Heart to Heart.
El 12 de marzo cantó en el concierto del 50 aniversario de la ola musical en Tailandia.
El 5 de abril, 4Minute lanzó su primer full-álbum en coreano llamado 4minutes Left. y el MV Mirror Mirror. El álbum contiene todas las pistas de Heart to Heart, como también las canciones "Hide and Seek" y "Already Gone" ambas de su álbum debut en Japón, Diamond, ""Mirror Mirror"", además una nueva canción llamada "Badly" y un remake coreano de su tercer sencillo japonés "First". El álbum se mantuvo en el top 10 de navegadores coreanos en tiempo real. Por culpa de la coreografía provocativa de Mirror Mirror (abrirse de piernas) varios productores de música pidieron que lo cambiasen o no podrían promocionar la canción en sus programas. La canción llegó al número 2 en el Gaon Charts.
El video musical de Mirror Mirror destronó a Britney Spears' "Till the World Ends" en el número 1 de Europa HIT INT'L VIDEOS TOP 20.
A finales de abril se anunció que 4Minute colaboraría con la cantante japonesa Thelma Aoyama en su sencillo, "Without U". Que sería posteriormente lanzado el 25 de mayo de 2011, y la versión en Inglés el 7 de mayo de 2011.
Hyuna lanzó como solista un miniálbum llamado Bubble Pop! el 5 de julio de 2011. El video musical recibió más de 5 millones de visitas en 5 días.
4minute lanzó su quinto sencillo japonés llamado "Heart to Heart" y su primer DVD "Emerald of 4minute" el 7 de septiembre de 2011. El 3 de agosto del mismo año lanzó un vídeo musical para "Freestyle" que es la canción para un juego de Basquetball callejero llamado igualmente "Freestyle". El 15 de agosto Universal Music Japan lanzó el vídeo musical para "Heart to Heart". El sencillo y el DVD quedaron en la posición 15 del ranking Oricon tan solo en el primer día de ventas.
El 1 de octubre la agencia japonesa del grupo, Far Eastern Tribe Records, anunció el sexto sencillo japonés llamado "Ready Go", que planeó lanzarse el 7 de diciembre. La canción sería una banda sonora para el drama de TV Tokyo llamado "Welcome to the El-Palacio", que salió al aire el 6 de octubre.

### 2012:Volume UpyLove Tension
Después de anuncios y aplazamientos del comeback, el 9 de abril, 4Minute emitió el miniálbum Volume Up, junto con su tittle track y music video. El grupo promovió el álbum con actuaciones en Mnet's M! Countdown, KBS's Music Bank, MBC's Show! Music Core y SBS's Inkigayo. Volume Up alcanzó el número 1 en Gaon Weekly Album Chart y su sencillo tittle alcanzó 2 en Gaon Singles. El 22 de agosto, 4Minute emitió su séptimo sencillo en japonés Love Tension en el cual se encontraba la versión japonesa de Volume Up al igual que versiones en Karaoke.
El 13 de octubre, 4Minute actuó en el KCON 2012 en Verizon Wireless Amphitheatre in Irvine, California.
El 4 de diciembre, 4Minute lanzó la canción Welcome to the School para el programa de televisión School 2013 de KBS.
El 22 de diciembre de 2011, anunciaron la primera subunidad del grupo que consta de Gayoon y Jiyoon. El nombre es "2Yoon" y ya han sacado su MV '24/7' y el miniálbum 'Harvest Moon'. 4Minute regresará a Corea en marzo y actualmente en 2013 realizarán su comeback en mayo/junio.

### 2013:Name Is 4MinuteyIs It Poppin'?
A finales de marzo Cube Ent. anunció que 4Minute había empezado a grabar su nuevo disco. Están dirigiéndose a 'groovy' y un sonido potente que se mostró en su debut para este álbum. Los miembros se han involucrado en todo el proceso del álbum incluido seleccionar canciones, la coreografía y el estilismo.  En 27 de abril, Cube publicó una foto teaser de todo el grupo y fotos individuales de cada miembro que mostraba a 4Minute en fantasía-inspirados sets y ropa color neón. El cuarto miniálbum Name Is 4Minute iba a ser emitido el 25 de abril pero debido a tener que grabarse algunas escenas para el MV What's Your Name? el 19 de abril, Cube lo retrasó al 26. Aunque es sólo un día, para consolar a los fans, lo prepararemos a lo mejor de nuestra habilidad. El 26 de abril el MV y el álbum fueron emitidos, el MV What's Your Name? logró llegar al millón de visitas en menos de 24 horas. What's Your Name? alcanzó #1 en Melon el 13 de mayo y el #2 en Billboard K-pop Top 100 para la edición del 1 de junio.
Cube Entertainment “Considerando que What's Your Name? ha recibido mucho amor y apoyo por los fans, se ha decidido que 4Minute continuará promocionando la canción un poco más.” Continuaron “4Minute está manteniendo las posiciones más altas en Music Shows y en Music Charts por lo tanto vamos a extender su promoción.” La agencia añadió “Todavía no se sabe hasta cuando o con qué canción continuaremos. Desde que 4Minute volvió por la primera vez en un año queremos devolverle el favor a los fans con más energía en el futuro.” What's Your Name? se encuentra en el número 3 de los vídeos de K-pop más vistos del 2013.
El 25 de junio se lanzó un teaser del sexto sencillo digital de 4Minute: Is It Poppin'?. Producida otra vez por Brave Brothers, con una temática semejante a What's your name? pero más veraniega. Se esperan grandes expectativas del trabajo de 4Minute ya que ha sido un All-Kill en Corea. El 27 de junio se lanzó el sencillo y el MV y éste alcanzó el millón de visitas en el primer día y un mes después 4 millones.

### 2014:4Minute World
El 19 de enero Gayoon, Hyuna y Sohyun revelaron el sencillo 살만찌고 que Brave Brothers hizo para celebrar su décimo aniversario desde debut.
El 5 de marzo de 2014, se anunció que el grupo haría un comeback al final de marzo o al principio de abril. Sin embargo, el 7 de marzo se reveló que harían el comeback más pronto de lo esperado con su quinto miniálbum llamado '4Minute World' que sería revelado el 17 de marzo. El 7 de marzo mediante el Twitter oficial de Cube Entertainment se revelaron dos imágenes: Una que revelaba el número '17' y el título '4Minute World' y otra con todos los miembros de 4Minute abrazándose.
Según Daum, Cube revelaría más teasers de lunes a viernes empezando el 10 para el comeback de 4Minute.
Finalmente el 17 de marzo se rebeló el miniálbum junto con el MV y empezaron las promociones el 20 de marzo en M! Countdown.

### 2015-2016 presente:Crazyy Separación del grupo
El 26 de enero de 2015 Cube Entertainment anunció que 4Minute lanzaría una canción del álbum antes del álbum, "Cold Rain". Es la primera vez que el grupo sacó una balada como canción principal. El grupo también sacó un vídeo teaser llamado Revamped dando a entender que este comeback sería algo totalmente distinto a lo realizado anteriormente.
El 29 de enero, 4Minute lanzó fotos teaser de la segunda canción principal que se llamaría Crazy, al igual que el miniálbum. Durante la semana del 2 al 8 de enero, sacaron teasers de todas las canciones del álbum aunque sólo Crazy y Cold Rain tendrían videoclips. 
El 9 de febrero 4Minute finalmente lanzó el sexto miniálbum Crazy junto con su videoclip. 
El 12 de junio de 2016 fue anunciada la separación del grupo, sin embargo, Hyuna se resignó a dejar la empresa por lo que renovó su contrato con CUBE Entertainment, mientras que varias de las otras miembros están considerando el hecho de renovar el contrato.
Hyuna seguirá en la agencia como solista, mientras que Jiyoon hará lo mismo pero en otra agencia y las demás miembros se concentrarán en la actuación.

## Integrantes
| Nombre artístico | Nombre artístico | Nombre real  | Nombre real | Fecha de nacimiento             | Posición                                                                     |
| Romanización     | Hangul           | Romanización | Hangul      | Fecha de nacimiento             | Posición                                                                     |
| ---------------- | ---------------- | ------------ | ----------- | ------------------------------- | ---------------------------------------------------------------------------- |
| Jihyun           | 지현             | Som Ji Hyun  | 남지현      | 9 de enero de 1990 (35 años)    | Líder, sub-vocalista, Bailarina                                              |
| Gayoon           | 가윤             | Heo Ga Yoon  | 허가윤      | 18 de mayo de 1990 (34 años)    | Vocalista principal y bailarina                                              |
| Jiyoon           | 지윤             | Jeon Ji Yoon | 전지윤      | 15 de octubre de 1990 (34 años) | Vocalista principal, segunda rapera, bailarina principal                     |
| Hyuna            | 현아             | Kim Hyun Ah  | 김현아      | 6 de junio de 1992 (32 años)    | Rapera principal, bailarina Principal, vocalista ocasional, imagen del grupo |
| Sohyun           | 소현             | Kwon So Hyun | 권소현      | 30 de agosto de 1994 (30 años)  | Vocalista, bailarina, maknae                                                 |

## Subunidad
Los planes de la subunidad 2Yoon (formada por Gayoon y Jiyoon) fueron anunciados a finales del 2012. El 17 de enero de 2013, 2Yoon sacó su primer miniálbum, Harvest Moon, junto con el vídeo musical del sencillo principal, "24/7".

## Discografía
| Álbumes de estudio - 2011: 4minutes Left EP - 2009: For Muzik - 2010: Hit Your Heart - 2012: Volume Up - 2013: Name Is 4Minute - 2014: 4Minute World - 2015: Crazy - 2016: Act.7 Sencillos Digitales - 2009: "Hot Issue" - 2009: "Jingle Jingle" - 2010: "Superstar" - 2011: "FreeStyle" - 2012: "Over And Over" - 2013: "Is It Poppin'?" - 2013: "Only Gained Weight?" - 2014: "Whatcha Doin' Today" - 2015: "Crazy" - 2015: "Cold Rain" - 2016: "Hate" (Prod. by Skrillex) - 2016: "Canvas" (Prod. by Skrillex) | Álbumes de estudio - 2010: Diamond - 2012: Best Of 4Minute Single Albums - 2010: Muzik - 2010: I My Me Mine - 2010: First/Dreams Come True - 2011: Why - 2011: Heart to Heart - 2011: Ready Go - 2012: Love Tension Colaboraciones/Featuring Songs - 2011: Without U - Thelma Aoyama feat.4Minute DVD - 2011: Emerald Of 4minute - 2012: [Volume Up]On/Off Special DVD Best Album - 2012: Best Of 4Minute |

## Filmografía

### Series de televisión
| Año  | Título                     | Notas |
| ---- | -------------------------- | ----- |
| 2010 | High Kick Through The Roof |       |

### Trabajos en televisión
| Año  | Show                                  |
| ---- | ------------------------------------- |
| 2009 | Featured in Super Junior Miracle      |
| 2009 | MTV 4minute                           |
| 2010 | MTV 4minute's Friend Day              |
| 2010 | 4minute's All In                      |
| 2010 | Bouquet                               |
| 2011 | 4Minute's Mr. Teacher                 |
| 2011 | 4Minute @ Shikshin Road               |
| 2011 | Exciting Cube TV                      |
| 2012 | Issue and People                      |
| 2012 | Weekly Idol (con BtoB)                |
| 2012 | Entertainment Relay                   |
| 2012 | Entertainment Weekly – Guerrilla Date |
| 2012 | 4Minute Travel Maker                  |
| 2012 | MBC Mr and Miss Idol Korea            |
| 2012 | KBS Idol Crown Prince Chuseok Special |
| 2012 | SBS Star King                         |
| 2012 | MBC She and Her Car                   |
| 2012 | (Nam Jihyun) TVN The Romantic & Idol  |
| 2012 | Weekly Idol                           |
| 2013 | Entertainment Relay - Guerrilla Date  |
| 2013 | Entertainment Weekly - Guerrilla Date |
| 2013 | Weekly Idol                           |
| 2013 | Saturday Night Live Korea             |

## Conciertos
- 2010: 4Minute Energy LIVE Volume 1: 1st Concert [Tokio]
- 2010: 4Minute Energy LIVE Volume 2: DIAMOND [Tokio & Osaka]
- 2013: 4Minute LIVE in Manila Volume 3: [Manila]

### Participaciones en conciertos
- 2011: United Cube Concert
- 2011: KBS New York Korea Festival Concert [New Overpeck Park, New Jersey]
- 2011: Billboard Korea's K-Pop Masters Concerts [MGM Grand Garden Arena, Las Vegas, Nevada]
- 2011: Korean Music Festival in Sydney [ANZ Stadium, Sydney, Australia]
- 2012: KBS Music Bank in Paris [Palais Omnisport de Paris Bercy, Paris, France]
- 2012: MBC Korean Music Wave in Bangkok [Rajamangala Stadium, Huamark, Bangkok]
- 2012: Beauty & The Beast in Macau [Cotai Arena, Macau]
- 2012: KCON [Verizon Wireless Amphitheatre, Irvine, California]
- 2012: SBS Super K-Pop Concert in America [Verizon Wireless Amphitheatre, Irvine, California]
- 2012: MBC Korean Music Wave in Kobe [Kobe World Memorial Hall, Kobe, Japan]
- 2012: AIA K-Pop Concert in Hong Kong [AsiaWorld-Expo Arena, Lantau, Hong Kong, China]
- 2013: 27th Golden Disk Awards in Malaysia [Sepang International Circuit, Kuala Lumpur, Malaysia]
- 2013: Kpop Dream Concert Live in Malaysia [Arena of Stars, Genting Highlands, Pahang, Malaysia]
- 2013: AIA Kpop concert Live in Kuala Lumpur [Stadium Putra, Bukit Jalil, Kuala Lumpur, Malaysia]
- 2013: 4Minute Live in Manila [Smart Araneta Coliseum, Quezon City, Metro Manila, Philippines]

## Promoción
Éstos son los artículos que 4Minute ha promocionado como grupo.
| Year | Commercial               | Note       |
| ---- | ------------------------ | ---------- |
| 2009 | Dasarang Chicken         | Hasta 2010 |
| 2009 | Egg                      | Hasta 2010 |
| 2009 | Sony Walkman             | [ 22 ]     |
| 2009 | Vegemil                  | [ 23 ]     |
| 2010 | Ariul Cosmetic           | Hasta 2011 |
| 2010 | Shoe Maker               | Hasta 2013 |
| 2010 | Scotch Puree (Tailandia) | Hasta 2013 |
| 2011 | Freestyle                | [ 27 ]     |
| 2012 | Samsung Galaxy S III     | [ 28 ]     |
| 2012 | Samsung La’Fleur         | Hasta 2013 |
| 2013 | Talent Cosmetics         | [ 30 ]     |
| 2013 | Nexon Sudden Attack      | [ 31 ]     |
| 2013 | Shak King                | [ 32 ]     |

## Premios
| Año  | Premios |
| ---- | --- |
| 2009 | - Cyworld Digital Music Awards: Rookie of the Month (June) ("Hot Issue") - Korea's Cultural, Physical Education and Tourism Bureau: Rookie Music Award - 24th Golden Disk Awards: Samsung YEPP Rookie Award - SBS Inkigayo con "Muzik" - Mnet M! Countdown con "Muzik" |
| 2010 | - 16th Korea Entertainment Arts Awards: Newcomer Award - Asia Influential Artist - 5th Asia Model Awards: Popular Artist Award - 4th Mnet 20's Choice Awards: Most Influential Stars - 4th Mnet 20's Choice Awards: Favorite Style Girl Group for Dance, Style, and Body - 7th Asia Song Festival: Asia Influential Artist Award - Mnet M! Countdown con 'Huh'                                                                                       |
| 2011 | - 20th Seoul Music Awards: Bonsang Award ("HUH") - 2nd Billboard JAPAN Music Awards 2010: Korea Billboard Special Award - 2nd Billboard JAPAN Music Awards 2010: Japan New K-pop Artist of The Year Award - Top 5 J-Pop Artists - Mnet M! Countdown con 'Mirror Mirror' |
| 2012 | - 26th Golden Disk Awards: Digital Bonsang ("Mirror Mirror") - 21st Seoul Music Awards: Bonsang Award ("Mirror Mirror") - "Volume Up" MBC Music Show Champion - "Volume Up" MBC Music Show Champion - "Volume Up" Mnet M! Countdown |
| 2013 | - "Volume Up" en Golden Disk Awards ganaron un Disk Bonsang - 8 de mayo - "What's Your Name?" MBC Music Show Champion - 9 de mayo - "What's Your Name?" Mnet M! Countdown - 15 de mayo - "What's Your Name?" MBC Music Show Champion - 16 de mayo - "What's Your Name?" Mnet M! Countdown - 19 de mayo - "What's Your Name?" SBS Inkigayo - 22 de mayo - "What's Your Name?" MBC Music Show Champion - 26 de mayo - "What's Your name?" SBS Inkigayo |
| 2014 | - Digital Bonsang - "What's Your Name?" en Golden Disk Awards - Bonsang Award - "What's Your Name?" en los Seúl Music Awards - Song Of The Year - "What's Your Name? en los Gaon Chart K-Pop Awards - 30 de marzo - "Whatcha Doin' Today?" SBS Inkigayo - 3 de febrero - "Whatcha Doin' Today?" Mnet M! Countdown |

## Nominaciones
| Año  | Premios |
| ---- | --- |
| 2009 | - Hot Issue Digital Bonsang - Top 10 - Star |
| 2010 | - Premio al mejor grupo femenino - Mejor actuación de baile - Premio al recién llegado - High1 premio a la popularidad - The Shilla Duty Free Asian Wave Award |
| 2011 | - Mejor grupo femenino - Mejor actuación de baile - Premio a la popularidad - Top 10 - Hot Performance Star - Hot canción online                               |
| 2012 | - 4Minutes Left 'Digital Bonsang' - Premio a la popularidad - Volume Up Canción del año - Mejor actuación de baile                                             |
| 2013 | - Premio a la popularidad - Volume Up Premio Bonsang - Premio a la popularidad                                                                                 |
| 2014 | - Canción del año (What's Your Name?) en los Gaon Chart K-Pop Awards                                                                                           |